# Edgardo Sarabia Juanich
Edgardo Sarabia Juanich (* 29. April 1952 in Taytay) ist ein philippinischer römisch-katholischer Geistlicher und emeritierter Apostolischer Vikar von Taytay.

## Leben
Nach einem Studium auf den Philippinen empfing Edgardo Sarabia Juanich am 11. Juli 1976 die Priesterweihe. 
Papst Johannes Paul II. ernannte ihn am 13. Mai 2002 zum ersten Apostolischen Vikar des mit gleichem Datum errichteten Apostolischen Vikariats Taytay und zum Titularbischof von Ausuaga. Die Bischofsweihe spendete ihm der Apostolische Nuntius auf den Philippinen, Erzbischof Antonio Franco, am 11. Juli desselben Jahres; Mitkonsekratoren waren Francisco Capiral San Diego, Bischof von San Pablo, und Pedro D. Arigo, Apostolischer Vikar von Puerto Princesa.
Papst Franziskus nahm am 14. November 2018 seinen vorzeitigen Rücktritt an.